# Guy Fawkes

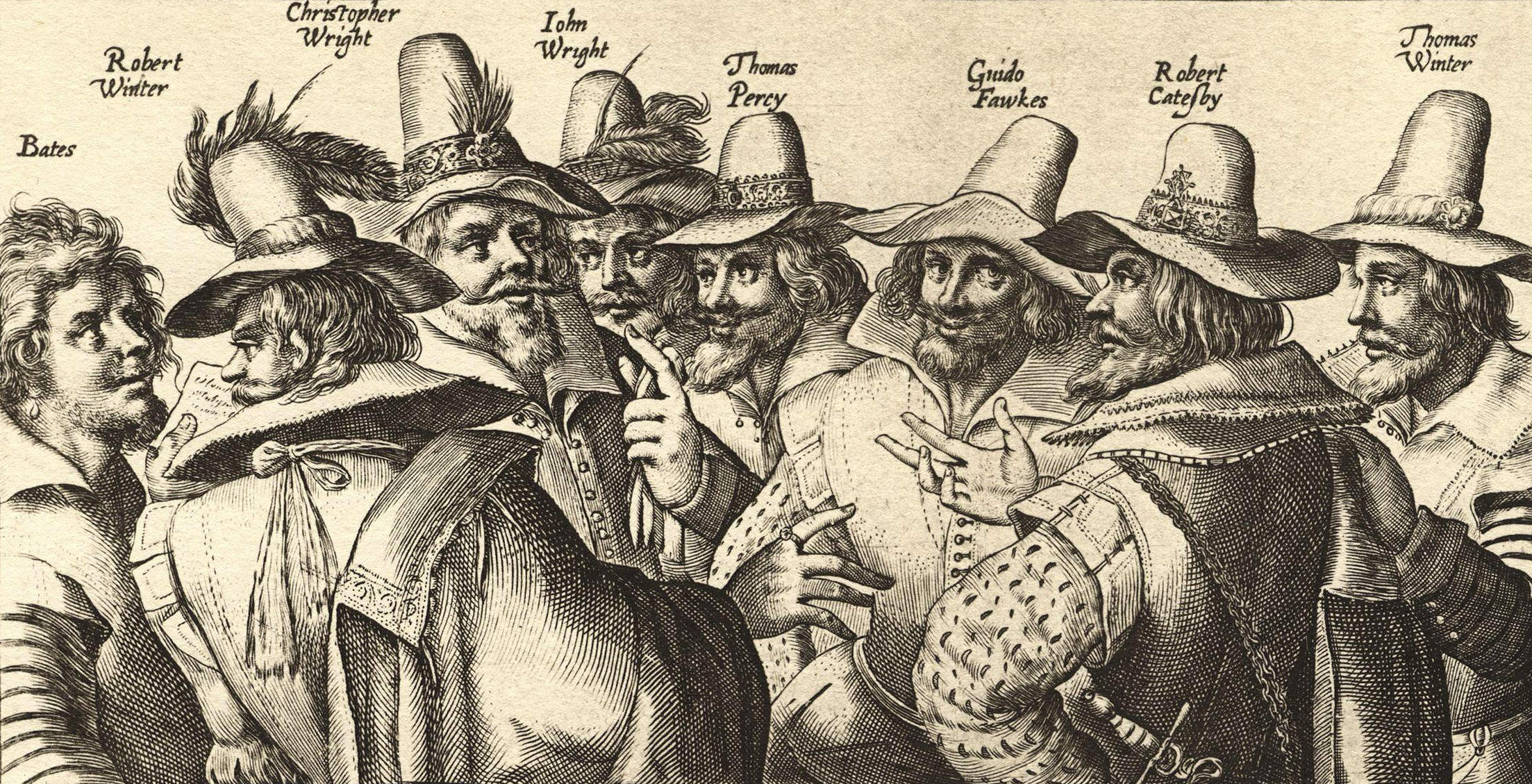
Ausschnitt eines zeitgenössischen Kupferstiches von Crispijn van de Passe dem Älteren; die dritte Person von rechts ist Guy Fawkes

Guy Fawkes [gaɪ fɔːks] (* 13. April 1570 in York; † 31. Januar 1606 in London, auch Guido sowie Faux und Faukes) war ein katholischer Offizier im Königreich England, der am 5. November 1605 in London ein Sprengstoff-Attentat auf den König Jakob I. und das englische Parlament versuchte.
Im Gedenken an das Scheitern des sogenannten Gunpowder Plot („Schießpulververschwörung“) wird alljährlich vielerorts in England (v. a. von Anglikanern) die Bonfire Night mit traditionellen Feuerwerken und Fackelzügen veranstaltet.

## Leben
Guy Fawkes, einziger Sohn von Edward Fawkes und dessen Ehefrau Edith Blake, wurde in einem Haus an der Stonegate-Straße in York geboren und in der Kirche St Michael le Belfrey getauft. Nach dem Besuch der St Peter’s School konvertierte er im Alter von 16 Jahren zum Katholizismus.
Fawkes diente zwölf Jahre lang als Soldat und erlangte dabei Kenntnisse im Umgang mit Sprengstoff. 1593 verdingte er sich in der Armee des Erzherzogs Albrecht VII. von Habsburg in den Niederlanden und kämpfte dort gegen die Protestanten im sogenannten Achtzigjährigen Krieg. 1596 war er an der Belagerung und Einnahme von Calais beteiligt. 1602 hatte er den Rang eines Fähnrichs; er war als mutiger und entschlossener Soldat ausgezeichnet worden.
Guy Fawkes, Robert Catesby und ihre Mitverschwörer versuchten am 5. November 1605, das englische Parlament im Palast von Westminster in London zu sprengen. Ihr Grund war die Verfolgung der Angehörigen der katholischen Kirche. Für das Attentat hatte er bereits 36 Fässer mit mehr als zwei Tonnen Schwarzpulver in den Kellern der Gebäude deponiert (daher auch die englische Bezeichnung Gunpowder Plot für das Attentat), die er als Lagerraum gemietet hatte. Fawkes plante, mit dem Anschlag am Tag der Parlamentseröffnung im House of Lords König Jakob I. samt Familie, alle Parlamentsmitglieder, alle Bischöfe des Landes und den Großteil des Hochadels zu töten sowie anschließend einige politische Gefangene aus dem Tower von London zu befreien. Anschließend sollte ein katholischer König eingesetzt werden.

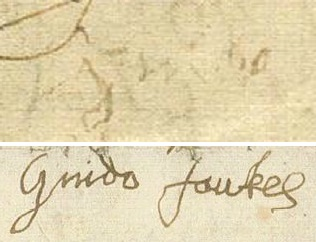
Fawkes’ Unterschriften unter Geständnissen

Einer der Mitverschwörer schrieb einen Warnbrief an den katholischen Lord Monteagle, der bei diesem am 26. Oktober einging. Monteagle wurde geraten, sich von der Parlamentseröffnung fernzuhalten. Statt diesen Brief geheim zu halten, reichte ihn Monteagle an die Behörden, geleitet von Robert Cecil, verantwortlich für die Staatssicherheit sowie Gründer und Leiter des Nachrichtendienstes, weiter. Die Verschwörer bekamen Kenntnis von dem Warnbrief, ließen sich jedoch nicht von ihrem Vorhaben abbringen, nachdem Fawkes versichert hatte, dass der Sprengstoff nicht angerührt worden sei.
Guy Fawkes und der eingelagerte Sprengstoff wurden vom Friedensrichter Thomas Knyvet am Morgen des 5. November bei einer Inspektion der Keller unter dem Parlament entdeckt. Unter Folter bekannte der in den Tower gebrachte Fawkes sein geplantes Verbrechen und nannte auch seine Mitverschwörer, die am 30. Januar 1606 durch Hängen, Ausweiden und Vierteilen hingerichtet wurden. Einen Tag später sollte auch Guy Fawkes hingerichtet werden. Er verkürzte die Strafe, indem er kurz vor dem Hochziehen mit der Schlinge um den Hals vom Galgenpodest sprang und sich das Genick brach.

## Nachwirkung

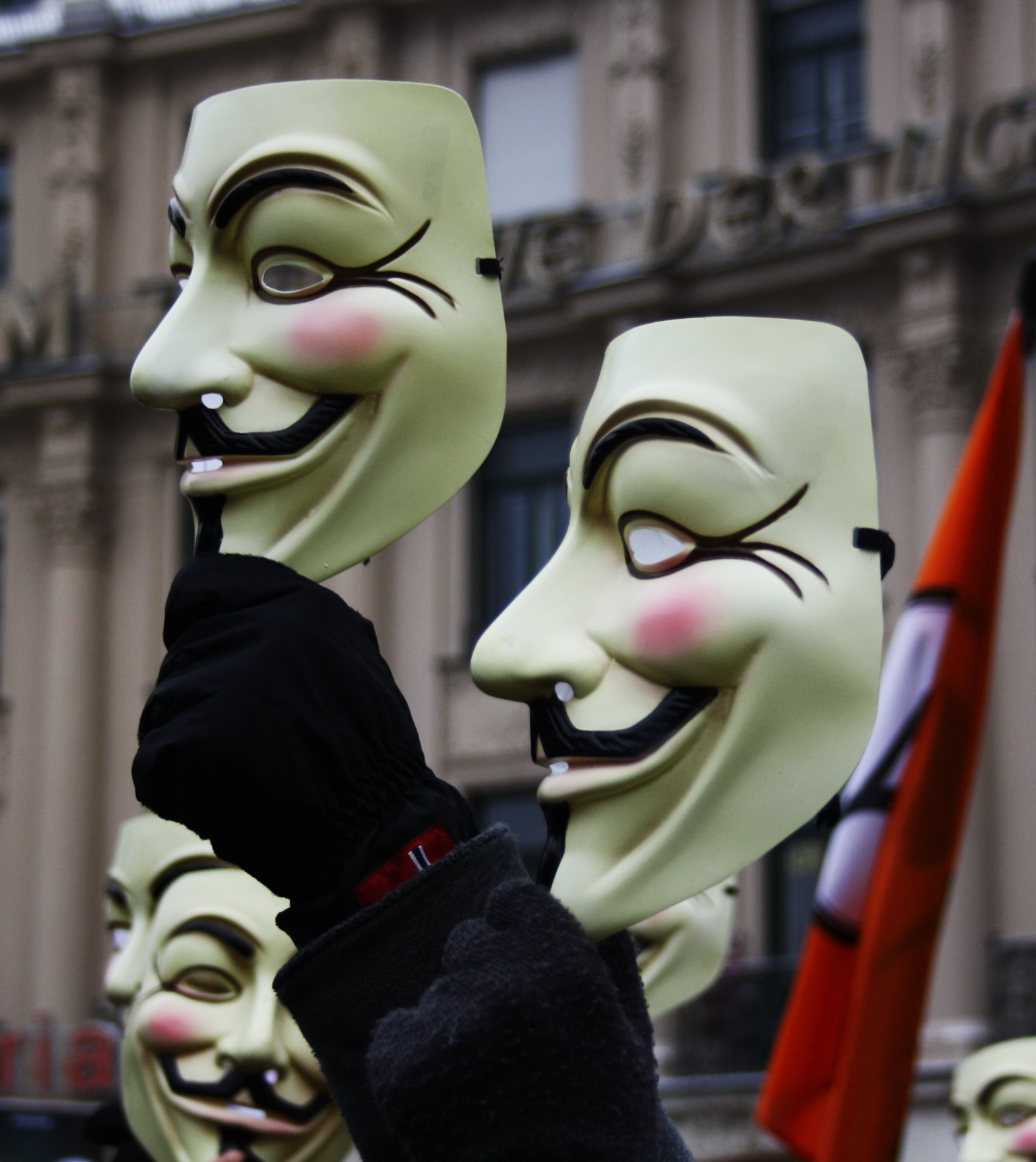
Guy-Fawkes-Masken auf einer Demonstration gegen das Anti-Counterfeiting Trade Agreement (Februar 2012)

### Bonfire Night
Im Vereinigten Königreich wird die Vereitelung des Attentats jedes Jahr am 5. November unter dem Namen „Bonfire Night“ gefeiert. Dabei finden in vielen Orten Straßenumzüge oder ein Fackelzug statt, bei dem eine Guy-Fawkes-Puppe verbrannt wird und Feuerwerke entzündet werden. Scherzhaft sagt man in Großbritannien, dass Guy Fawkes der einzige Mann sei, der je mit ehrlichen Absichten in das Parlament ging.

### Parlamentseröffnung
Die jährliche Parlamentseröffnung beginnt traditionell mit der Inspektion der Kellergewölbe unterhalb des House of Lords durch die Yeomen of the Guard.